# بیرگل
بیرگل (به آلمانی: Birgel) یک شهر در آلمان است که در فولکانایفل واقع شده‌است. بیرگل ۴۸۷ نفر جمعیت دارد.